# Palus Somni

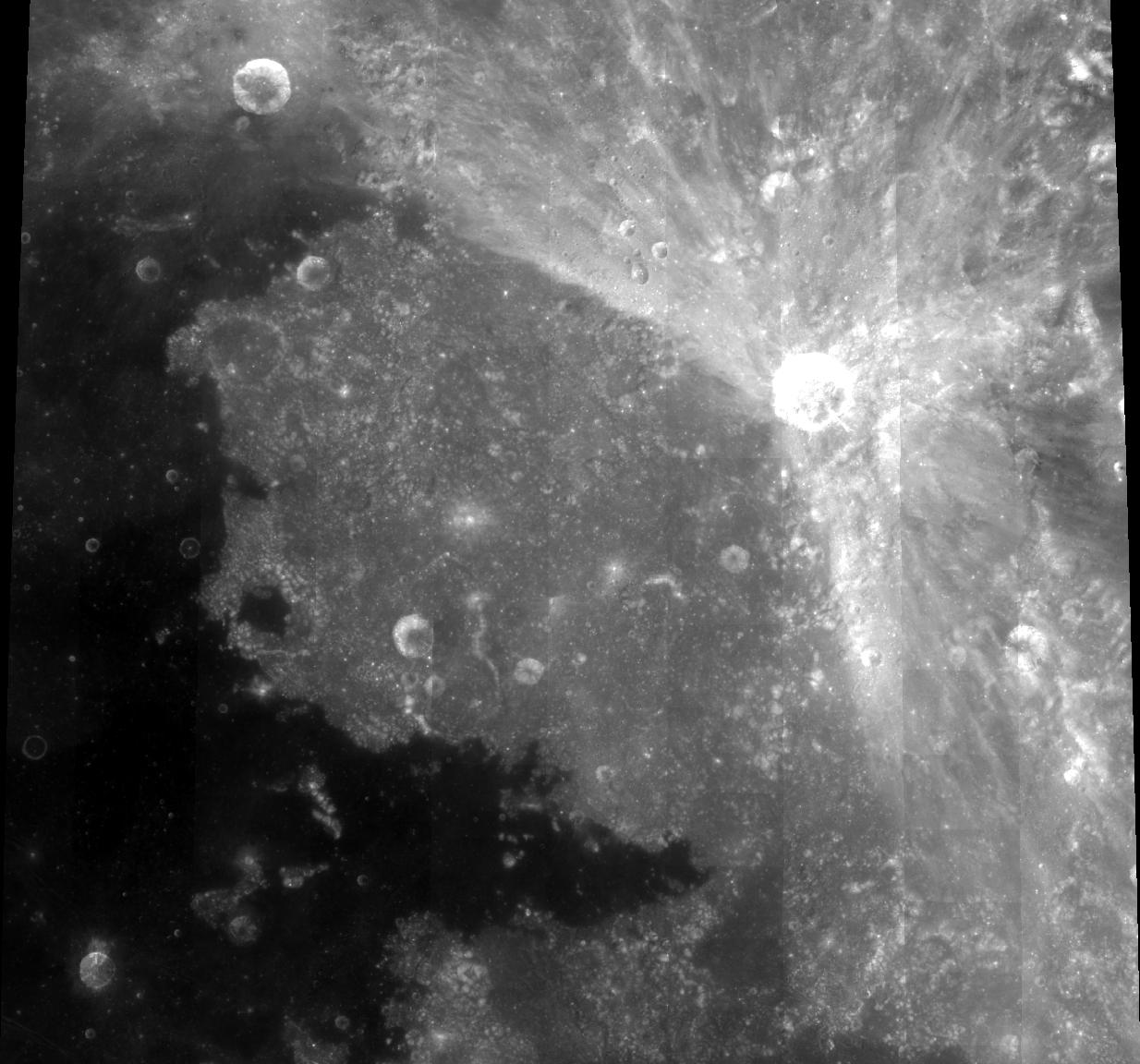
Palus Somni

Palus Somni (łac. Bagno Snu) – fragment powierzchni Księżyca, zaliczany do formacji określanych jako morze księżycowe. Jego współrzędne selenograficzne to 14,1° N; 45,0° E, a średnica wynosi 143 km. Nazwa została zatwierdzona przez Międzynarodową Unię Astronomiczną w roku 1935.